# Luminaire sur bras articulé

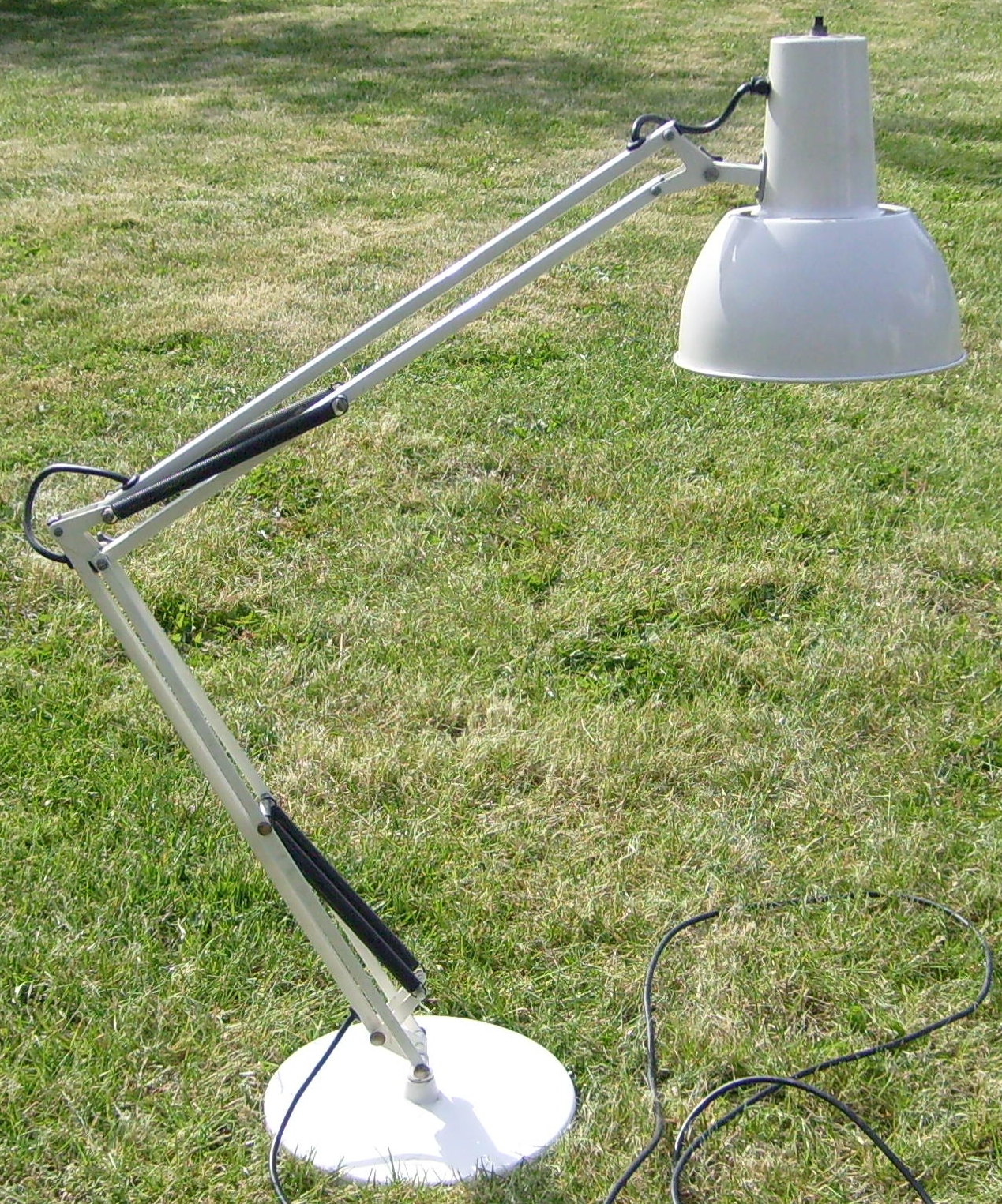
Une lampe Anglepoise.

Un luminaire sur bras articulé est un luminaire avec un bras ajustable conçu de telle sorte que la gravité est toujours compensée par les ressorts, indépendamment de la position des bras du luminaire. De nombreuses marques utilisent ce principe, comme Anglepoise, créateur du concept, ou Luxo L-1, ou encore le modèle français Jieldé, ainsi que certains dispositifs adaptés à la planche à dessin.